# 関静雄
関 静雄（せき しずお、1947年9月12日 - ）は、日本の歴史学者、帝塚山大学名誉教授。専門は日本政治外交史。

## 経歴
1947年生まれ。京都大学法学部で学び、1971年に卒業。同大学院法学研究科に進み、1977年に博士課程を単位取得満期退学。大学・大学院時代は高坂正堯に師事した。
その後、母校の京都大学法学部の助手に採用された。同学部研究員などを経て、1987年より帝塚山大学教養学部講師。1989年に助教授、1995年に教授昇格。法政策学部教授、法学部教授を経て、法学部長も務めた。退任後に帝塚山大学名誉教授となった。

## 著書
単著
- 『日本外交の基軸と展開』ミネルヴァ書房, 1990
- 『大正外交―人物に見る外交戦略論』ミネルヴァ書房, 2001
- 『ロンドン海軍条約成立史―昭和動乱の序曲』ミネルヴァ書房, 2007
- 『ミュンヘン会談への道―ヒトラー対チェンバレン 外交対決30日の記録』ミネルヴァ書房, 2017

共著
- 『近代日本政治思想史発掘』宮本盛太郎・小西豊治・坂口満宏共著（風行社, 1993年）
- 『夏目漱石―思想の比較と未知の探究』宮本盛太郎共著（ミネルヴァ書房, 2000年）

編著
- 『近代日本外交思想史入門―原典で学ぶ17の思想』（ミネルヴァ書房, 1999年）
- 『「大正」再考―希望と不安の時代』（ミネルヴァ書房, 2007年）

訳書
- 『アメリカ人の吉野作造論』ピーター・ドウス、バーナード・S・シルバーマン、テツオ・ナジタ著（風行社, 1992年）
- 『危機の20年と思想家たち―戦間期理想主義の再評価』デーヴィッド・ロング、ピーター・ウィルソン編（ミネルヴァ書房, 2002年）
- 『戦間期の日本外交―パリ講和会議から大東亜会議まで』著イアン・ニッシュ（ミネルヴァ書房, 2004年）